# Agostina Alonso
Pour les articles homonymes, voir Alonso.
Agostina Alonso née le 1er octobre 1995 à Buenos Aires, est une joueuse argentine de hockey sur gazon et fait partie de l'équipe nationale argentine, remportant la médaille d'argent aux Jeux olympiques d'été de 2020.

## Carrière
Elle faisait partie de l'équipe argentine qui a remporté la Coupe du monde féminine de hockey sur gazon des moins de 21 ans 2016 après avoir battu les Pays-Bas en finale. Elle a également remporté une médaille d'or aux Jeux panaméricains de 2019.